# Giorgio Antonucci

Giorgio Antonucci (Lucca, 24 de fevereiro de 1933 – Florença, 18 de novembro de 2017) foi um médico e psicanalista italiano, ponto de referência da "antipsiquiatria, na Itália.

## Biografia
Em 1963, ele se formou como psicanalista com Roberto Assagioli, fundador da psicossíntese, e começou a se dedicar à psiquiatria tentando resolver os problemas dos pacientes e das pacientes evitando internações e qualquer método coercitivo. Em 1968, ele trabalhou em Cividale del Friuli, em uma seçao aberta do hospital civil como alternativa aos manicômios. Em 1969, trabalhou no hospital psiquiátrico de Gorizia, que era dirigido por Franco Basaglia. Do 1970 até 1972, Giorgio Antonucci dirigiu o centro de higiene mental de Castelnovo ne' Monti, na província de Régio da Emília. De 1973 até 1996, ele trabalhou em Ímola na operaçao de desmantelamento dos hospitais psiquiátricos Osservanza e Luigi Lolli. Durante o terremoto de 1968, na Sicília ocidental, ele trabalhou como um
médico junto com a defesa civil da província de Florença. Viveu os últimos anos da sua vida em Florença, colaborando com o Centro de Relações Humanas [Centro di Relazioni Umane], com os Radicais Italianos  [Radicali Italiani ] e com o Comité dos Cidadãos pelos Direitos Humanos [Comitato dei Cittadini per i Diritti Umani]. Faleceu no dia 18 de novembro de 2017.

## Posicionamento sobre a psiquiatria
Dacia Maraini: "Em que consiste esse novo método no que diz respeito aos assim chamados doentes psíquicos?"

Giorgio Antonucci: "Pra mim significa que não existem doentes mentais e a psiquiatria deve ser completamente eliminada”— Entrevista feita em 1978
Nas suas publicações, Giorgio Antonucci afirma que ele se aproxima teoricamente da corrente existencial-humanista de Carl Rogers e das correntes de crítica à psiquiatria (Erving Goffman, Laing, Cooper e Thomas Szasz) bem como da crítica à instituição manicomial de Franco Basaglia. 
Szasz diz que concorda com Antonucci em relação ao conceito de “pessoa” dos assim chamados pacientes psiquiátricos: eles e elas são, como nós, pessoas em todos os sentidos, passíveis de serem julgadas emotivamente e em sua “condição humana”; a “doença mental” não faz com que um ou uma paciente se torne “menos do que uma pessoa” e não é necessário um psiquiatra ou uma psiquiatra pra “restituir a humanidade” a ele ou ela.
Giorgio Antonucci é o fundador da abordagem não psiquiátrica do sofrimento psíquico, que se baseia no seguinte:

1. O tratamento obrigatório não pode ser uma abordagem científica e médica do sofrimento, já que é baseado na força contra a vontade da pessoa paciente.
2. A ética do diálogo deve substituir a ética da coerção. O diálogo só pode acontecer entre indivíduos que se reconhecem como pessoas em uma relação de igualdade. 
3. O diagnóstico deve ser negado, já que é um preconceito psiquiátrico que impede a realização do verdadeiro trabalho psicológico em relação ao sofrimento das pessoas, sofrimento que é derivado das contradições da natureza e da consciência e pelas contradições da sociedade e os conflitos de convivência.
4. Os psicofármacos ou drogas psiquiátricas servem para sedar, drogar a pessoa e melhorar as condições de vida de quem está cuidando das pessoas psiquiatrizadas. Devem ser negados todos os demais instrumentos que causam danos aos seres humanos, desde a lobotomia, a castração (proposta por alguns inclusive na Itália e no Brasil, em relação aos crimes sexuais) e todos os tipos de choque.
5. Para criticar as instituições é preciso colocar em discussão também o pensamento que as criou.

## Participações
- Presidente de honra do comitê científico de “Não toquem nas crianças” [Giù le mani dai bambini][19]
- Membro de honra da Associação Europeia de Psicanálise[20]
- Co-fundador do “Telefone violeta” [Telefono viola] (junto com Alessio Coppola)
- Membro do comitê científico de “MusicArTerapia Globalidade das linguagens” [MusicArTerapia Globalità dei linguaggi][21]

## Reconhecimentos
- Em 26 de fevereiro de 2005, recebeu em Los Angeles o Thomas Szasz Award[22] pela "luta contra o estado terapêutico"[23][24][25]  e, ao mesmo tempo, recebeu o “Certificate of Recognition”, da assembleia legislativa da Califórnia, entregue a Antonucci pela sua defesa dos direitos humanos por meio do trabalho a favor de pacientes psiquiátricos. No certificado de reconhecimento está escrito: “Thank you for being a champion of human rights.”

## Obras
• I pregiudizi e la conoscenza critica alla psichiatria (prefazione di Thomas S. Szasz), ed. Coop. Apache, 1986
• Psichiatria ieri ed oggi, Enciclopedia Atlantica (European Book, Milano), 1989
• Il pregiudizio psichiatrico, Elèuthera, 1989. ISBN 88-85861-10-5
• La nave del paradiso, Spirali, 1990. ISBN 88-7770-296-6
• Freud e la psichiatria, Enciclopedia Atlantica, European Book, Milano, 1990.
• Aggressività Composizione in tre tempi in Uomini e lupi, Elèuthera, 1990, ISSN 0392-5013 (WC · ACNP)
• Psichiatria e cultura, Enciclopedia Atlantica, European Book, Milano, 1991.
• Contrappunti, Sensibili alle Foglie, 1994. ISBN 88-86323-06-9
• Critica al giudizio psichiatrico, Sensibili alle Foglie, 1994. ISBN 88-89883-01-4
• Il giudice e lo psichiatra, rivista Volontà, Delitto e castigo, 1994. ISSN 0392-5013 (WC · ACNP)
• (con Alessio Coppola), Il telefono viola. Contro i metodi della psichiatria, Elèuthera, 1995. ISBN 88-85861-60-1
• Pensieri sul suicidio, Elèuthera, 1996. ISBN 88-85861-75-X
• Il pregiudizio psichiatrico, Elèuthera, 1998. ISBN 88-85861-99-7
• Le lezioni della mia vita. La medicina, la psichiatria, le istituzioni, Spirali, 1999. ISBN 88-7770-536-1
• Pensieri sul suicidio, Elèuthera, 2002. ISBN 88-85060-69-2
• Il cervello. Atti del congresso internazionale Milano, dal 29 novembre al 1º dicembre 2002 [contiene l'intervento di Antonucci al congresso) Spirali - 2004
• Diario dal manicomio. Ricordi e pensieri, Spirali, 2006. ISBN 88-7770-747-X
• Igiene mentale e libero pensiero. Giudizio e pregiudizio psichiatrici, pubblicazione a cura dell'associazione "Umanità nova", Reggio Emilia, 2007.
• Foucault e l'antipsichiatria. Intervista a Giorgio Antonucci in Diogene. Filosofare Oggi N. 10, Anno 2008, con «IL DOSSIER: 30 anni dalla legge Basaglia»
• Corpo - Intervista di Augusta Eniti a Giorgio Antonucci, Multiverso", Università degli studi di Udine, n.07 08, 2008. ISSN 1826-6010 (WC · ACNP)
• Conversazione con Giorgio Antonucci a cura di Erveda Sansi. Critical Book - I quaderni dei saperi critici - Milano 16.04.2010. S.p.A Leoncavallo.
• (con altri autori) La libertà sospesa, Fefè editore, Roma, 2012. ISBN 978-88-95988-31-3
• (contributo di Giorgio Antonucci e Ruggero Chinaglia) Della Mediazione di Elisa Ruggiero, Aracne, 2013. ISBN 978-88-548-5716-2
• [ES] El prejuicio psiquiátrico [Il pregiudizio psichiatrico], prólogos de Thomas Szasz y Massimo Paolini, traducción de Massimo Paolini, Katakrak, Pamplona, 2018 - ISBN 978-84-16946-23-5